# Ariana Kukors
Ariana Kukors (Federal Way, 1 de junho de 1989) é uma nadadora norte-americana, campeã mundial no nado medley.
É recordista mundial dos 200 metros medley desde 2009.